# Station Birdhill
Station Birdhill is een spoorwegstation in Birdhill in het Ierse graafschap Tipperary. Het station ligt aan de lijn Dublin - Limerick via Ballybrophy. De dienstregeling op deze lijn is nog maar zeer beperkt. Birdhill heeft nog drie treinen in de richting Limerick en twee treinen richting Ballybrophy waar een aansluiting naar Dublin is. Hoewel de route via Nenagh korter is gaan de doorgaande treinen van Limerick naar Dublin, op een na, via Limerick Junction.